# Pseudodax
Pseudodax is een monotypisch geslacht van straalvinnige vissen uit de familie van lipvissen (Labridae). Het geslacht is voor het eerst wetenschappelijk beschreven in 1861 door Bleeker.

## Soort
- Pseudodax moluccanus (Valenciennes, 1840)